# Fandian (socken i Kina, lat 29,33, long 103,47)
Fandian (kinesiska: 范店乡, 范店) är en socken i Kina. Den ligger i provinsen Sichuan, i den sydvästra delen av landet, omkring 160 kilometer söder om provinshuvudstaden Chengdu. Antalet invånare är 3 213. Befolkningen består av 1 531 kvinnor och 1 682 män. Barn under 15 år utgör 11,0 %, vuxna 15-64 år 68 %, och äldre över 65 år 20,0 %.
Genomsnittlig årsnederbörd är 1 554 millimeter. Den regnigaste månaden är juli, med i genomsnitt 399 mm nederbörd, och den torraste är januari, med 13 mm nederbörd.